# Tanagura Timur
Tanagura Timur is een bestuurslaag in het regentschap Bangkalan van de provincie Oost-Java, Indonesië. Tanagura Timur telt 1116 inwoners (volkstelling 2010).